# Крюнель, Гастон
Гастон Крюнель (фр. Gaston Crunelle; 18 августа 1898, Дуэ — 13 января 1990) — французский флейтист и музыкальный педагог.

## Биография
Окончил Парижскую консерваторию (1919), ученик Филиппа Гобера и Леопольда Лафлёранса. В 1941—1969 гг. преподавал там же, выпустив 135 учеников, в числе которых Жан Пьер Рампаль, Джеймс Голуэй, Максанс Ларьё, Мишель Дебост.
Как исполнитель начал оркестровую карьеру в оркестре Луи Ганна в казино Монте-Карло (1921—1923), затем долгое время играл в Оркестре Падлу (до 1942 г.). В 1932—1963 гг. был первой флейтой в оркестре Опера-комик. В 1940—1958 гг. выступал в составе Парижского инструментального квинтета.
Крюнелю посвящён ряд произведений для флейты, часто — написанных по заказу консерватории для выпускных экзаменов его класса, — в том числе Сонатина для флейты и фортепиано Анри Дютийё (1943), «Агрестида» Эжена Бозза (1942), «Чёрный дрозд» Оливье Мессиана (1951).